# Pusztazámor, Pesta
Pusztazámor  este un sat în districtul Érd, județul Pesta, Ungaria, având o populație de 1.133 de locuitori (2011). 

## Demografie
Componența etnică a satului Pusztazámor
     Maghiari (96,34%)
     Necunoscut (1,62%)
     Alții (2,05%)
Componența confesională a satului Pusztazámor
     Romano-catolici (32,83%)
     Fără religie (16,77%)
     Reformați (4,59%)
     Atei (1,85%)
     Necunoscută (42,45%)
     Alte religii (3,09%)
Conform recensământului din 2011, satul Pusztazámor avea 1.133 de locuitori. Din punct de vedere etnic, majoritatea locuitorilor (96,34%) erau maghiari. Apartenența etnică nu este cunoscută în cazul a 1,62% din locuitori. Nu există o religie majoritară, locuitorii fiind romano-catolici (32,83%), persoane fără religie (16,77%), reformați (4,59%) și atei (1,85%). Pentru 42,45% din locuitori nu este cunoscută apartenența confesională.